# Microneta saaristoi
Microneta saaristoi är en spindelart som beskrevs av Kirill Yeskov och Yuri M. Marusik 1991. Microneta saaristoi ingår i släktet Microneta och familjen täckvävarspindlar. Inga underarter finns listade i Catalogue of Life.